# Hogna duala
Hogna duala là một loài nhện trong họ Lycosidae.
Loài này thuộc chi Hogna. Hogna duala được Carl Friedrich Roewer miêu tả năm 1959.